# Henrique Dourado
José Henrique de Silva Dourado (Guarulhos, 15 settembre 1989) è un calciatore brasiliano, attaccante del Botafogo-PB.

## Caratteristiche tecniche
Gioca come punta centrale.